# Stato di ebbrezza
Stato di ebbrezza è un film del 2018 diretto da Luca Biglione.
La pellicola narra la vera storia di Maria Rossi, comica di Zelig, e la sua lotta contro l'alcolismo.

## Trama
Attrice comica, alcolista e psicofarmaco-dipendente, Maria Rossi va in una clinica psichiatrica, seguendo un difficile percorso per superare le dipendenze. Al culmine dello sconforto conosce un'altra ragazza malata, Beatrice, con un passato non fortunato e con prospettive pessime. Le due malate diventano amiche, aiutandosi a migliorare la loro situazione, per uscire dai loro problemi.

## Distribuzione
Il film è distribuito dalla Stemo Production dal 23 maggio 2018.

## Riconoscimenti
- 2018 – Film festival internazionale di Milano
  - Candidatura al miglior film
  - Candidatura al miglior film in lingua italiana
- 2018 – Festival Internazionale del Cinema di Salerno
  - Gran trofeo golfo di Salerno "Ignazio Rossi" al miglior film